# Storie della Vergine (Niccolò di Bonaccorso)

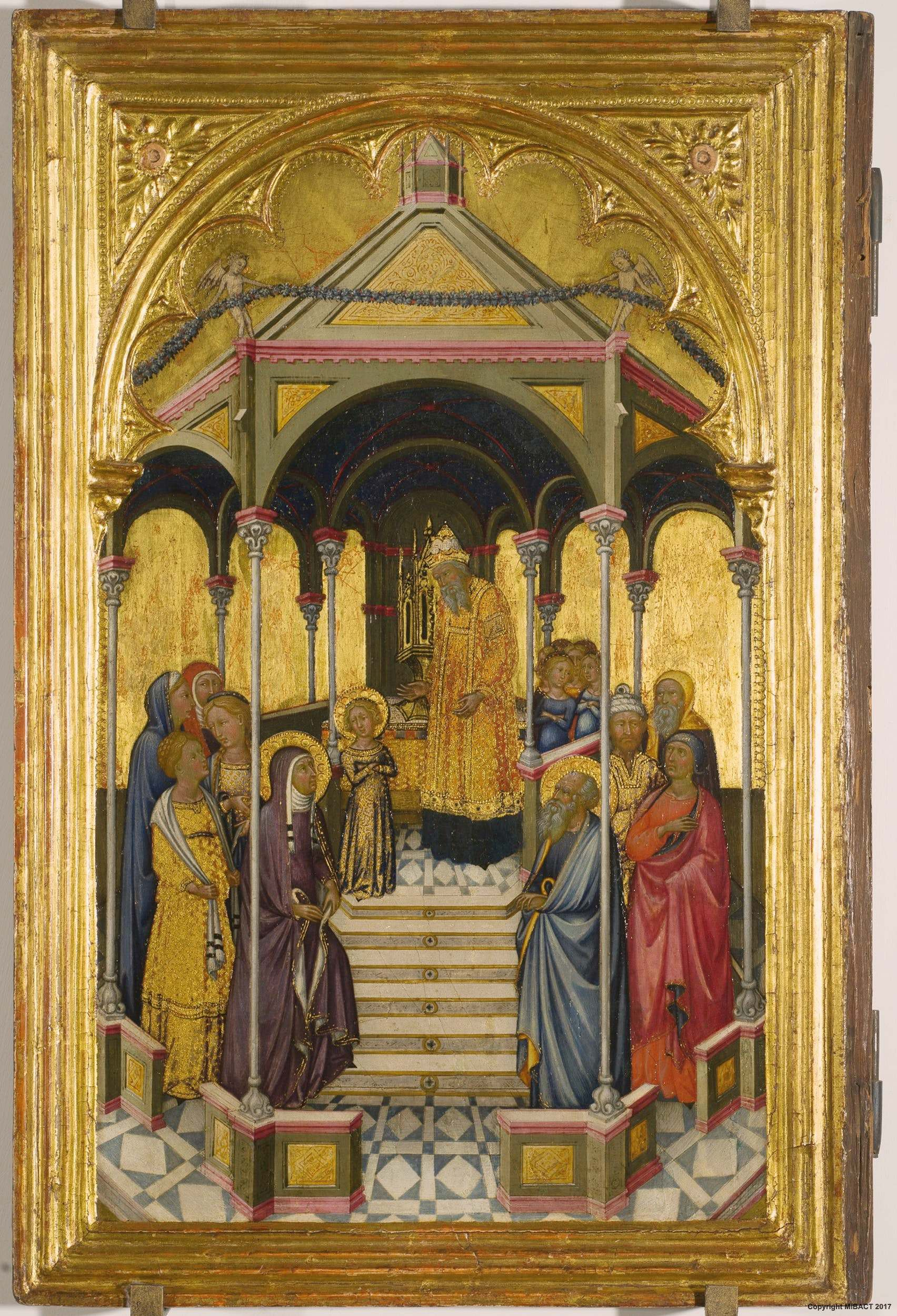
Presentazione della Vergine al Tempio, Firenze

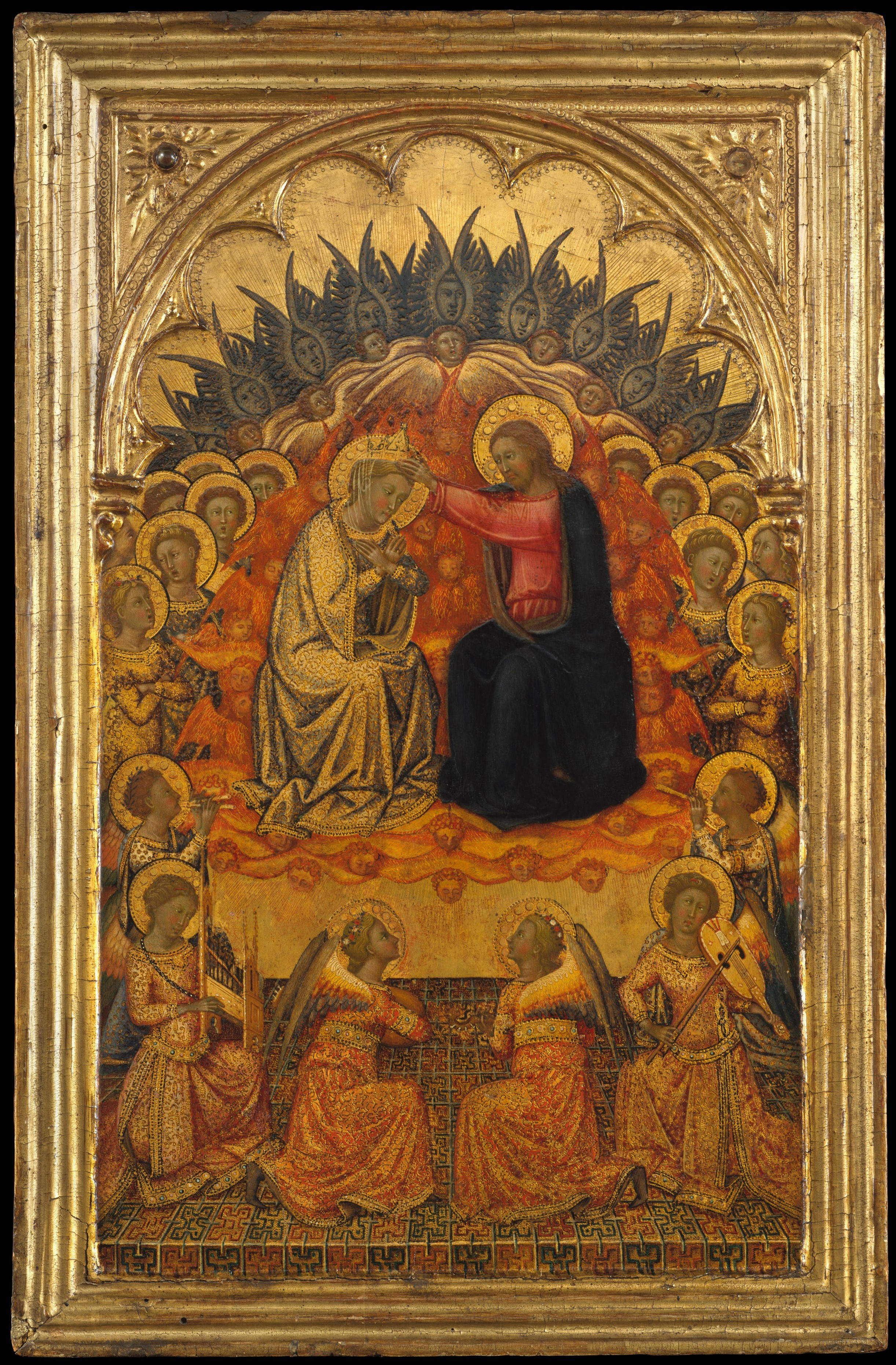
Incoronazione della Vergine, New York

Le Storie della Vergine sono una serie di dipinti a tempera e oro su tavola (50x34 cm ciascuno) di Niccolò di Bonaccorso, databili al 1380 circa e conservate nella Galleria degli Uffizi a Firenze, nella National Gallery di Londra e nel Metropolitan Museum di New York.

## Storia
Niccolò di Bonaccorso era un pittore senese che scomparve nel 1388. Le Storie della Vergine, composte da un numero imprecisato di tavolette, si trovavano nell'ospedale di Santa Maria Nuova a Firenze, luogo non a caso dedicato a Maria. L'attribuzione a Niccolò è garantita dalla firma che si trova nella tavoletta di Londra: "NICHOLAVS BONACHVRSI DE SENIS ME P[I]NX[I]T".
Il primo ad accorgersi dell'analogia tra le tavolette di Firenze e di Londra fu Cavalcaselle, mentre Perkins individuò quella di New York.

## Descrizione e stile
Le tre tavolette mostrano uno stile piuttosto eclettico. Le tre opere hanno identiche misure e identica incorniciatura. Tutte e tre inoltre hanno la stessa decorazione del retro, che suggerisce come essi potessero venir mossi e chiusi, rendendo visibile anche il lato posteriore.

### Presentazione della Vergine al Tempio
La prima, la Presentazione della Vergine al Tempio agli Uffizi è evidentemente ispirata ai maestri della scuola senese del primo trecento, soprattutto Simone Martini e Ambrogio Lorenzetti. Di quest'ultimo la tavola sembra citare abbastanza esplicitamente la Presentazione di Gesù al Tempio sempre agli Uffizi, con analoghe ricerche spaziali e la citazione del motivo del festone retto da statue che paiono vive sul coronamento dell'edificio. La scena è infatti ambientata in un padiglione a base ottagonale con un parapetto marmoreo su cui si innalzano colonne esilissime, con archi a tutto sesto che sostengono una specie di tiburio culminante in una lanterna; intuitivamente lo spazio viene scorciato, senza una conoscenza reale delle regole della prospettiva, dando all'insieme un effetto magico e irreale, come è evidente anche nel pavimento marmoreo a motivi geometrici. La piccola Maria ha già salito i gradini del Tempio e sta davanti al sacerdote, ma con lo sguardo sembra volere accomiatarsi dai genitori Anna e Gioacchino, che si ergono ai lati dell'entrata; altri personaggi popolano in cerchio l'architettura, mentre dietro l'altare si scorgono le consorelle di Maria, giovani donne che trascorreranno la loro adolescenza semirecluse come monache.

### Sposalizio della Vergine
Lo Sposalizio della Vergine a Londra, se le tavolette formavano un trittico, sarebbe sicuramente stato la parte centrale, come suggerisce anche la presenza della firma. La tavola è la più affollata e variopinta della serie, ambientata in una piazza cittadina. Sotto la loggia di un palazzo (anche qui ritorna il motivo della colonna esilissima), alle cui finestre si affacciano alcuni curiosi, con lo sfondo di un giardino pensile copra un cavalcavia, si sta svolgendo la scena dello Sposalizio, ambientata su una sorta di tappeto con motivi turchi (uno dei più antichi raffigurati su un dipinto europeo), testimonianza dei vivaci rapporti commerciali della Toscana anche con zone relativamente lontane ed esotiche. Al centro il sacerdote benedice l'unione di Maria con l'anziano Giuseppe, suggellata dall'apparizione della colomba dello Spirito Santo, manifestatatsi sul bastone miracolosamente fiorito di Giuseppe, e dalla benedizione ideale di Gioacchino e Anna, i personaggi con l'aureola che assistono in secondo piano. A destra si trovano una serie di musici ufficiali, vestiti con colori araldici, a fianco del gruppo di donne; a sinistra si trova il gruppo di pretendenti alla mano di Maria tutti con il bastone secco: come tipico dell'iconografia uno di essi, in segno di rabbia, fa per spezzarlo col ginocchio. In basso a sinistra si vede un ragazzino curioso di spalle, elemento tratto dalla quotidianità frequente nell'arte senese.
Le prime due scene si rifanno al mistero della verginità di Maria: essa infatti entra ancora infante al Tempio, dal quale uscirà solo il giorno dello sposalizio; in quell'occasione l'intervento divino sceglie per lei un uomo molto anziano che non può consumare il matrimonio. La presenza della palma sullo sfondo è una citazione del Cantico dei Cantici.

### Incoronazione della Vergine
La terza scena è l'Incoronazione della Vergine a New York. La scena, di stampo miniaturistico, è impostata a una prevalenza di colori oro e rossi. In Paradiso, al centro di una teoria di angeli, cherubini e serafini, Maria, umilmente piegata, riceve la corona da Gesù. Ai lati si vede una serie di angeli cantori e, in basso, musicanti, che stanno in piedi o si inginocchiano su un pavimento riccamente decorato a motivi geometrici.